# Bernard Luzon
Bernard Luzon (* 9. November 1975) ist ein ehemaliger philippinischer Straßenradrennfahrer.
Bernard Luzon entschied 2004 die dritte Etappe der Tour d’Indonesia in Purwokerto für sich. Im darauffolgenden Jahr fuhr er für das Casino Filipino-Pro Cycling Team und 2006 wechselte er zum philippinischen Treo Pro Cycling Team. Beide Mannschaften fuhren mit einer UCI-Lizenz als Continental Team. Bei der Tour of the Philippines 2007 wurde Luzon auf dem achten Teilstück nach Baguio Etappenzweiter.

## Erfolge
2004
- eine Etappe Tour d’Indonesia

## Teams
- 2005 Casino Filipino-Pro Cycling Team
- 2006 Treo Pro Cycling Team